# Aberdeen (Carolina del Nord)
Aberdeen és una població dels Estats Units a l'estat de Carolina del Nord. Segons el cens del 2007 tenia 5.052 habitants.

## Demografia
Segons el cens del 2000, Aberdeen tenia 3.400 habitants, 1.526 habitatges i 929 famílies. La densitat de població era de 213,1 habitants per km².
Dels 1.526 habitatges en un 25,2% hi vivien nens de menys de 18 anys, en un 46,4% hi vivien parelles casades, en un 11,9% dones solteres, i en un 39,1% no eren unitats familiars. En el 34,1% dels habitatges hi vivien persones soles el 15,9% de les quals corresponia a persones de 65 anys o més que vivien soles. El nombre mitjà de persones vivint en cada habitatge era de 2,23 i el nombre mitjà de persones que vivien en cada família era de 2,83.
Per edats la població es repartia de la següent manera: un 22,1% tenia menys de 18 anys, un 8,2% entre 18 i 24, un 30,3% entre 25 i 44, un 21,4% de 45 a 60 i un 18% 65 anys o més.
L'edat mediana era de 38 anys. Per cada 100 dones de 18 o més anys hi havia 85,4 homes.
La renda mediana per habitatge era de 31.911 $ i la renda mediana per família de 42.383 $. Els homes tenien una renda mediana de 30.906 $ mentre que les dones 23.403 $. La renda per capita de la població era de 18.045 $. Entorn del 9,8% de les famílies i el 13,8% de la població estaven per davall del llindar de pobresa.

## Poblacions més properes
El següent diagrama mostra les poblacions més properes.